# Julija Nikolajewna Dansas
Julija Nikolajewna Dansas (russisch Юлия Николаевна Данзас; * 9. März 1879 in Athen; † 13. April 1942 in Rom) war eine russische Historikerin, Religionswissenschaftlerin, Publizistin, Unteroffizier des 18. Orenburger Kosakenregiments und römisch-katholische Ordensschwester.

## Leben
Julijas Mutter Jefrosinja Argyropulos entstammte einem alten byzantinischen Adelsgeschlecht, das in direkter Linie auf Kaiser Romanos III. Agyros (968–1034) zurückgeht. Der Vater war bei der Geburt Julijas 1879 erster Sekretär der Botschaft des Russischen Reiches in Athen. Julija wuchs in Athen auf. Nach dem Tod des Vaters 1888 zog sie mit ihrer Mutter und ihrem Bruder Jakob auf das Gut des Großvaters bei Charkow in der heutigen Ukraine. Dort vertiefte sie sich in der 20.000 Bände umfassenden Hausbibliothek des Gutes in die Werke französischer Enzyklopädisten, Historiker des 18. Jahrhunderts, lateinische und griechische Kirchenväter. Die Familie zog nach Sankt Petersburg, wo Julija Privatunterricht erhielt. 1896 bestand sie die Abschlussprüfung am 6. Petersburger Gymnasium. Danach hörte sie als Gasthörerin an der Pariser Sorbonne die Fächer Geschichte und Philosophie. Sie beschäftigte sich mit Theosophie, nahm an spiritistischen Séancen teil und wurde Mitglied der Society for Psychical Research, die sich der Erforschung okkulter Phänomene widmete.

### Erster Weltkrieg
1905 kehrte Julija Dansas nach Sankt Petersburg zurück. Dort wurde sie für kurze Zeit Mitglied der von dem Rosenkreuzer, Esoteriker und Okkultisten Gérard Analect Vincent Encausse genannt Papus gegründeten Petersburger Martinisten-Loge. Dort veröffentlichte sie 1906 das Buch mit dem Titel Ansprüche des Denkens, unter dem Einfluss der Philosophie Friedrich Nietzsches. 1907 wurde sie Hofdame der Kaiserin Alexandra Fjodorowna und leitete die kaiserliche Kanzlei für das Wohlfahrtswesen. Sie wurde zu einer entschiedenen Gegnerin Grigori Rasputins. 1909 reiste sie nach Italien und wurde von Papst Pius X. in Privataudienz empfangen. 1913 veröffentlichte sie erneut unter dem Pseudonym Jurij Nikolajew ihr zweites Buch mit dem Titel Auf der Suche nach der Gottheit. 1914 lud sie Adolf von Harnack als Leiter der Kirchenväterkommission zur Mitarbeit an der Herausgabe der Schriften des Origenes ein.
Der Ausbruch des Ersten Weltkrieges verhinderte die Zusammenkunft. Sie meldete sich an die Front und verwaltete dort von 1914 bis 1916 ein Feldlager des Roten Kreuzes bei der kaiserlich russischen 10. Armee. Danach diente die exzellente Reiterin und Säbelfechterin als freiwilliger einfacher Soldat beim 18. Orenburger Kosakenregiment. Dort wurde sie zum Unteroffizier befördert und nahm an Kampfhandlungen teil. 1917 wurde ihr das Kommando über ein Frauen-Todesbataillon angeboten, das sie ablehnte.

### Inhaftierung

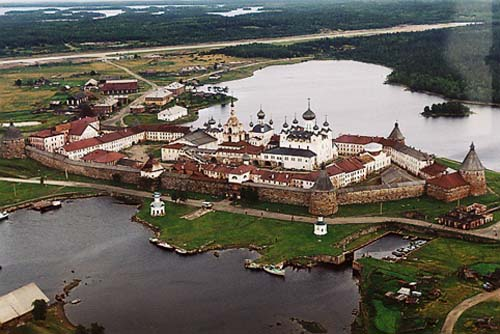
Kloster auf den Solowezki-Inseln

Von 1918 bis 1923 arbeitete sie als Hilfsbibliothekarin in einer Bibliothek in Sankt Petersburg, daneben unterrichtete sie die Geschichte Englands und Frankreichs am 3. Alexander-Herzen-Institut. Am 5. März 1920 wurde sie verhaftet, jedoch einen Tag später auf Fürsprache Maxim Gorkis wieder freigelassen. 1920 lernte sie den Exarchen Leonid Fjodorow (1879–1935) kennen. Im November konvertierte sie zur russisch-katholischen Kirche des byzantinischen Ritus. Diese Gemeinde hatte damals in Sankt Petersburg 70 Mitglieder. Im September 1921 gründete Julija eine Schwesterngemeinschaft und wurde am 25. März 1922 unter dem Namen Justina zur Nonne geweiht.
Am 18. November 1923 wurde sie im Rahmen der Verfahren gegen russische Katholiken wieder inhaftiert und im Dezember nach Moskau in die Gefängnisse Lubjanka und Butyrka überstellt. Am 19. Mai 1924 wurde sie von einem Revolutionsgericht der OGPU wegen aktiver Zugehörigkeit zu einer konterrevolutionären Vereinigung zu zehn Jahren Gefängnis verurteilt. 1928 kam sie in das Gefängnis auf den Solowezki-Inseln. Im Januar 1932 wurde sie auf Intervention Gorkis vorzeitig entlassen.

### Ausreise
1934 wurde ihr, gegen Zahlung eines Geldbetrages und der Verpflichtung zur Verschwiegenheit über das kommunistische Straflagerwesen, die Ausreise zu ihrem Bruder Jakob nach Berlin erlaubt. 1935 trat sie unter dem Namen Ekaterina in das Dominikanerinnenkloster Prouille in Südfrankreich ein. Sie publizierte nun regelmäßig in der von ihr herausgegebenen Zeitschrift Russie et Chretiente zu Fragen russischer Philosophie und Geistesgeschichte. Anhaltende Kritik übte sie am Gnostizismus und Manichäismus des russischen religiösen Denkens in der Tradition von Wladimir Solowjow und an der von Pawel Florenski und Sergei Bulgakow entwickelten Sophiologie. Seit 1939 lebte sie in Rom, wo sie Vorlesungen am Päpstlichen Collegium Russicum und anderen kirchlichen Lehranstalten hielt. Auf Anregung von Kardinal Eugène Tisserant verfasste sie das Buch Katholische Gotteserkenntnis und marxistische Gottlosigkeit, in dem sie Kritik am Marxismus aus katholischer Sicht übte. Das Buch blieb vollkommen unbeachtet.
Julija Dansas starb 1942 in Rom. Die meisten ihrer philosophischen und religionswissenschaftlichen Arbeiten sind vergessen oder fanden keine Beachtung.

## Wichtige Werke
- Ansprüche des Denkens, unter dem Pseudonym Juri Nikolajew, 1906
- Auf der Suche nach der Gottheit, unter dem Pseudonym Juri Nikolajew, 1913
- Abelard von Solowki, unter dem Pseudonym Solowecki Abeljar, 1928
- Bagne Rouge, Erinnerungen an die Haftzeit im russischen Gulag, 1935
- Katholische Gotteserkenntnis und marxistische Gottlosigkeit, 1939